# Glypta hastata
Glypta hastata är en stekelart som beskrevs av Dasch 1988. Glypta hastata ingår i släktet Glypta och familjen brokparasitsteklar. Inga underarter finns listade i Catalogue of Life.